# Hypanis Valles

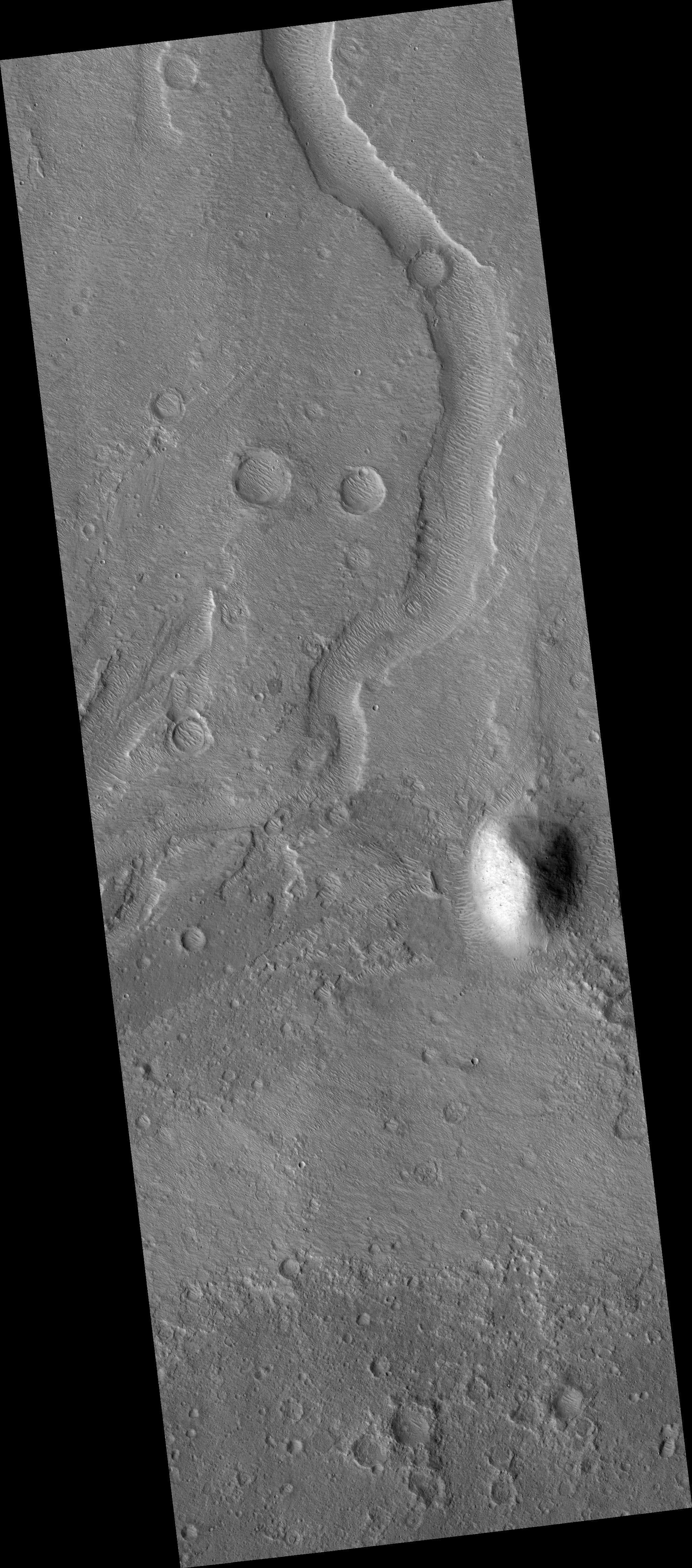
Imagen del área. Se observa el supuesto antiguo río marciano.

Los Hypanis Valles son un conjunto de canales en un valle de 270 km en Xanthe Terra en Marte a 9°36′N 46°42′O / 9.6, -46.7, en el cuadrilátero Lunae Palus. Parecen haber sido tallados por agua corriente, y existe un depósito significativo (interpretado por algunos como un delta del río) en su desembocadura en las tierras bajas.
La característica fue nombrada por un río en Scythia; actual río Kuban en Rusia.

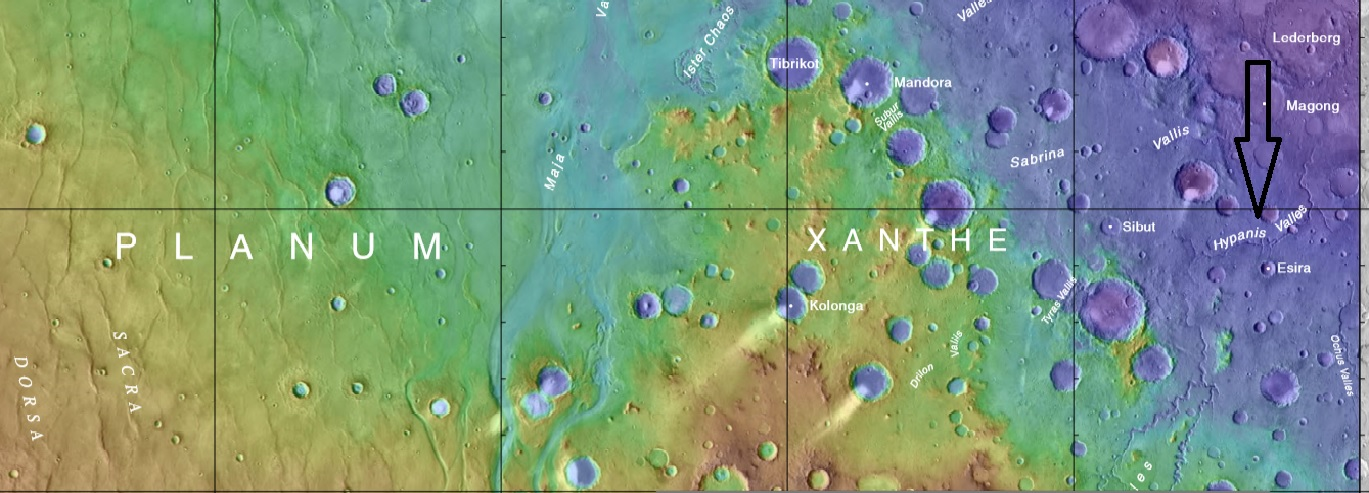
Mapa que muestra la localización de Hyspanis Valles con una flecha